# Crisi politica ucraina del 2020-2022
La crisi politica e costituzionale in Ucraina è iniziata ufficialmente il 27 ottobre 2020, quando la Corte costituzionale ucraina ha invalidato gran parte delle riforme anticorruzione di Volodymyr Zelens'kyj etichettate come "azioni incostituzionali".

## Storia

### Antefatti
Nel luglio 2020, 49 deputati della Verchovna Rada (47 dei quali erano membri del partito politico filorusso Piattaforma di Opposizione - Per la Vita) hanno presentato ricorso alla Corte costituzionale con una mozione per riconoscere come incostituzionale la legge sulla corruzione del 7 giugno 2018. La risposta della Corte fú la seguente: 
- Il 16 settembre, la Corte costituzionale ha dichiarato incostituzionali tutte disposizioni della "legge sull'Ufficio nazionale anticorruzione dell'Ucraina (NABU)".

- Il 28 luglio, ha dichiarato incostituzionale il decreto presidenziale sulla nomina di Artem Sytnyk a Direttore della NABU.

- Il 27 ottobre il tribunale, su mozione di 47 legislatori, ha riconosciuto incostituzionali le disposizioni delle leggi sul controllo delle dichiarazioni elettroniche e ha privato l'organismo di vigilanza competente, l'Agenzia nazionale per la prevenzione della corruzione (NACP) dei poteri di controllo delle dichiarazioni. Questa decisione ha privato il NACP dell'accesso ai registri statali necessari per controllare le dichiarazioni dei candidati a cariche governative, bloccando così la nomina di funzionari, compresi quelli eletti alle elezioni amministrative del 2020.[5]

La NABU ha risposto affermando che, a seguito della sentenza del tribunale, tutti i casi penali che l'ufficio indagava sarebbero stati chiusi, mentre i funzionari esposti per abuso eviterebbero la responsabilità.

### Risposta del governo e crisi
La sentenza del 27 ottobre della Corte costituzionale dell'Ucraina ha dichiarato incostituzionale gran parte della riforma anticorruzione dell'Ucraina del 2014. A seguito della decisione, il presidente Volodymyr Zelens'kyj ha avvertito che se il parlamento non avrebbe ripristinato queste leggi anticorruzione, sarebbero stati a rischio gli aiuti esteri, i prestiti e l'esenzione dal visto verso l'Unione europea.
Il 29 ottobre, il presidente Zelens'kyj ha presentato al parlamento ucraino un disegno legge, offrendo la revoca anticipata dei poteri dell'intera composizione della Corte costituzionale.
I legislatori hanno respinto questo disegno legge, accusando il Presidente di una "presa autocratica di potere". Il 27 gennaio 2021, Zelens'kyj ritira il disegno legge.
Il 4 dicembre 2020, la Verchovna Rada ha ripristinato la legislazione anticorruzione sospesa precedentemente dal tribunale, e ha nuovamente autorizzato le sanzioni penali per i funzionari che forniscono informazioni false sui loro redditi.
Nel dicembre 2020, la Corte costituzionale dell'Ucraina non è stata in grado di svolgere le sue solite funzioni a causa del boicottaggio del tribunale da parte di alcuni giudici. Il 29 dicembre 2020 il presidente Zelens'kyj ha sospeso per due mesi il capo della Corte Oleksandr Tupyc'kyj nel tentativo di porre fine alla crisi. In risposta a ciò, Tupyc'kyj ha richiamato il parlamento ucraino a iniziare un processo di impeachment contro il presidente Zelens'kyj.
Il 27 marzo 2021, Zelens'kyj ha annullato il decreto di Viktor Janukovyč del maggio 2013, con cui l'ex presidente ha nominato Oleksandr Tupyc'kyj giudice della Corte costituzionale dell'Ucraina. Secondo il presidente ucraino, il suo mandato "ha rappresentato una minaccia per l'indipendenza dello Stato e la sicurezza nazionale dell'Ucraina, il che viola la Costituzione dell'Ucraina, i diritti umani e civili e le libertà".
Il 14 luglio 2021 il tribunale amministrativo presso la Corte costituzionale ha dichiarato illegale il decreto di Zelens'kyj del 27 marzo 2021 e lo ha revocato. La corte ha concluso che "il presidente dell'Ucraina non ha l'autorità di decidere sulla revoca o la revoca dei poteri dei giudici della Corte costituzionale o di decidere di revocare il decreto sulla precedente nomina di un giudice della Corte costituzionale".
Il 19 ottobre 2021, la Corte costituzionale stessa ha riconosciuto la costituzionalità dei tre decreti del presidente Zelens'kyj che hanno sospeso il presidente dei tribunali Tupyc'kyj. Il procedimento è stato aperto grazie a una richiesta costituzionale di 49 parlamentari ucraini, per lo più membri della fazione "Patria" di Julija Tymošenko.

## Ruolo di Rinat Achmetov
Durante la crisi, parallelamente nel 2021 è iniziato un conflitto tra Rinat Achmetov e il presidente dell'Ucraina Volodymyr Zelens'kyj, emerso su più fronti:
- Media. In precedenza, astenendosi dalle critiche e argomenti scomodi per il presidente, le risorse mediatiche dell'imprenditore hanno iniziato a invitare attivamente i suoi ardenti critici e oppositori ad andare in onda. Allo stesso tempo, gli stessi delegati di Zelens'kyj iniziarono a boicottare i media ostili.

- Energico. Le autorità hanno accusato l'imprenditore del fatto che solo 2 centrali termiche su 8 soddisfano gli standard per combattere la carenza di carbone.

- Imprese: tariffe, revisione della gara con Ukrzaliznytsia, necessità di rinnovare la flotta di vagoni ferroviari.

Nel giugno 2021, Zelens'kyj ha presentato alla Verchovna Rada un disegno di legge "Sulla prevenzione delle minacce alla sicurezza nazionale legate all'eccessiva influenza di persone di significativa importanza economica o politica nella vita pubblica (oligarchi)". Lo scopo della legge, secondo il presidente, è combattere contro le persone che hanno una ricchezza significativa e un'influenza significativa nella società e nella politica (gli oligarchi). Una persona è identificata come oligarca se soddisfa 3 dei 4 criteri, e quindi deve essere iscritta in un apposito registro.
Tale legge ha provocato una crisi politica in Ucraina, e l'accusa da fonti russe di colpo di Stato. Nell'ottobre 2021, Dmytro Razumkov, a causa delle accuse mossegli da Zelens'kyj nella collaborazione con l'imprenditore, considerato oligarca, Rinat Achmetov, fu sfiduciato dalla Verchovna Rada. Il mese successivo, durante una conferenza stampa, Zelens'kyj ha annunciato che il Servizio di sicurezza dell'Ucraina ha svelato i piani per un possibile colpo di stato previsto per il 2 dicembre, pianificato in collaborazione con i servizi segreti russi e con il finanziamento di Rinat Achmetov. Secondo il presidente ucraino, Achmetov avrebbe interferito nella crisi con la Corte costituzionale, compiendo atti di destabilizzazione del Paese.